# Leptocera melanaspis
Leptocera melanaspis är en tvåvingeart som först beskrevs av Mario Bezzi 1908.  Leptocera melanaspis ingår i släktet Leptocera och familjen hoppflugor.
Artens utbredningsområde är Kongo. Inga underarter finns listade i Catalogue of Life.